# Gustaf Larson

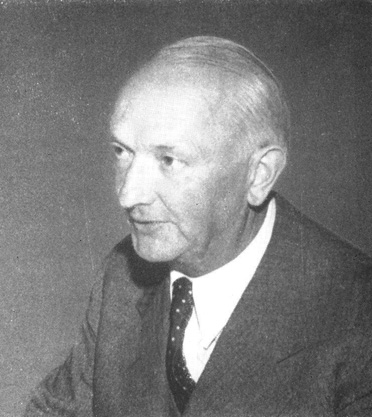
Gustav Larson im Juni 1962

Erik Gustav Larson (* 8. Juli 1887 in Vintrosa; † 4. Juli 1968 in Båstad) war ein schwedischer Ingenieur und Unternehmer.

## Leben
Larson wurde 1887 in Vintrosa geboren und besuchte die Weiterführende Schule in Örebro und machte seinen Abschluss in Maschinenbau an der Königlich Technischen Hochschule in Stockholm. Bei seiner Tätigkeit beim schwedischen Kugellager-Hersteller SKF lernte er den dortigen Vertriebsleiter Assar Gabrielsson kennen, mit dem er 1926 den Automobil-Hersteller Volvo begründete. Dem Unternehmen stand er bis 1952 als Vizepräsident vor. Privat war Larson von 1918 bis zu seinem Tode mit Elin Octavia Fröberg verheiratet, aus dieser Ehe stammten vier Kinder: Erik, Anders, Gunnel and Britt.